# Obleševo
Obleševo (makedonska: Облешево) är en ort i Nordmakedonien. Den ligger i kommunen Češinovo-Obleševo, i den östra delen av landet, 80 km öster om huvudstaden Skopje. Obleševo ligger 305 meter över havet och antalet invånare är 4 972.